# Striamea gertschi
Striamea gertschi is een spinnensoort uit de familie Dipluridae. De soort komt voor in Colombia.